# Vrije Indische Partij
Die Vrije Indische Partij (VIP, Freie Indische Partei) war eine niederländische Kleinpartei, die von 1994 bis 2006 bestand und sich für die Belange von Menschen mit Herkunft aus den ehemaligen niederländischen Kolonien Niederländisch-Indien und Surinam einsetzte.
Die Partei nahm an den Parlamentswahlen von 1994, 1998, 2002 und den Neuwahlen von 2003 teil, schaffte es jedoch kein einziges Mal, einen Sitz im niederländischen Unterhaus zu erlangen. Bei der Wahl von 2002 trat die Partei dabei in einer gemeinsamen Liste mit der Seniorenpartei „Ouderenunie“ an. Mit dieser Partei bestanden Schnittpunkte bezüglich der Thematik sozialer Sicherheit, Altenbetreuung und Gesundheitsvorsorge, da mittlerweile zahlreiche Einwanderer aus den ehemaligen Kolonien in den letzten Lebensabschnitt eingetreten waren. Zuvor war ein gemeinsamer Antritt mit der „Algemene Senioren Partij“ (ASP) angestrebt worden. Da deren Provinzverband Brabant darauf bestand, die Liste ausschließlich unter dem Namen der ASP antreten zu lassen, nahm die VIP wieder davon Abstand.
Vorsitzender der Partei war Rob Koop. Bei den Wahlen von 2002 teilte er sich die Spitzenkandidatur mit Ben Otten von der Ouderenunie.

## Ergebnisse bei nationalen Wahlen
| Jahr   | Stimmen | Prozent | ±      | Sitze | ± |
| ------ | ------- | ------- | ------ | ----- | - |
| 1994   | 17.202  | 0,1 %   |        | 0     |   |
| 1998   | 7.225   | 0,0 %   | −0,1 % | 0     | 0 |
| 2002 1 | 10.033  | 0,1 %   | +0,1 % | 0     | 0 |